# Gweedore
Gaoth Dobhair (Gweedore em inglês) ou Guidore é um povoado de 4000 habitantes da República da Irlanda situado no condado de Donegal.  
O irlandês é a língua principal da Gaoth Dobhair (Gaeltacht). 

## Língua
A língua predominante no distrito é o irlandês, mas o inglês também pode ser ouvido e compreendido. Todas as escolas, cultos e propagandas utilizam o gaélico. A cada verão, centenas de estudantes de toda a Irlanda matriculam-se na Coláiste Cholmcille (Faculdade de Columcille), a fim aprimorar seus conhecimentos e sua compreensão da língua irlandesa. Esta é uma área de Gaeltacht, onde se estimula que a língua irlandesa seja o principal idioma, fornecendo uma ligação plena com os milênio de história e da cultura irlandesas.
Assim, como a maioria dos habitantes da vila são naturalmente bilíngües, é comum ouvir o vocabulário inglês usado dentro de uma sentença irlandesa e reciprocamente. Um subconjunto rico do vocabulário e de frases originais levantou-se deste bilinguismo e, devido a isto, a vila atraiu algum interesse curioso dos lexicógrafo e dos etimologistas no passado.

## Economia
Nos anos 80 e nos anos 90, Gweedore teve uma indústria de prosperidade da fábrica, onde até 20 grandes companhias fossem estabelecidas produzindo a borracha, os tapetes, os slendertones, e os agentes de limpeza. Mas em 2001 as companhias foram negociadas um sopro sério quando a maioria destas companhias foram destruídas por um oriental mais barato - produtos europeus. Até 4.000 negociantes foram perdidos, e este afetou Gweedore e arredores muito mal. A fábrica no townland de Crolly foi bonecas da porcelana da fabricação desde 1939 sob o nome das bonecas de Crolly. 
Em 2003, a propriedade foi rebatizada como Páirc Ghnó Ghaoth Dobhair (ou Parque de Negócio de Gweedore), e o corpo de Gaeltacht, na Gaeltachta de Údarás, começou uma campanha tentar seduzir negócios a Gweedore na esperança de reviving sua estabilidade económica perdida. Isto trabalhado até certo ponto, quando o contato escocês 4 da companhia abriu um centro de chamada na propriedade, que forneceu mais trabalhos na comunidade. Em 2006, as companhias que permanecem lá são muito bem sucedidas, como Euro- Iompú Teo, Bia Ghaoth Dobhair, contatam 4 (agora Iasachtaí Críonna) e transcritos celtas. Os outros sectores incluem alguns supermercados, lojas, gabinetes de estética, cabeleireiro, contratantes, garagens, farmacêuticos, pubs, cafés, e cinco hotéis bem conhecidos. 

## Instrução
Há cinco escolas preliminares em Gweedore, nos townlands de Derrybeg, de Bunbeg, Mín um Chladaigh, um Dobhar, e um Luinneach. A única escola de comunidade (borne preliminar) é Pobalscoil Ghaoth Dobhair, estabelecido em Luinneach em 1977, e é controlada pelo director Noel Ó Gallchóir. Todas estas escolas ensinam seus estudantes com a língua irlandesa, e sentam seus exames do governo no irlandês. Na universidade do nacional 2004 de Ireland, Galway expandiu a Gweedore quando abriram o hOllscolaíochta Gaeilge do na de Acadamh, fornecendo a instrução do terceiro nível com a língua irlandesa sobre a 80 estudantes cada ano.

## Música
Gweedore forneceu seu quinhão de músicos famosos. Clannad foi dado forma em 1972, e foi desde sobre vender sobre 15 milhão registros. Altan (inicialmente Ceoltóirí Altan) é uma outra faixa de Gweedore que pôs a área sobre o estágio global, eles é conduzido pelo fiddler Mairéad Ní Mhaonaigh de Coshclady. Uma cantora bem sucedida é Enya, ou Eithne Ní Bhraonáin; apareceu primeiramente no estágio em Amharclann Ghaoth Dobhair como um membro de Clannad, antes de ir sobre transformar-se um do world' artistas de venda , com as vendas que excedem 70 milhões. Outros cantores locais incluem Aoife Ní Fhearraigh, Brídín Brennan, Na Casaidigh, Proinsias Ó Maonaigh, Gearóidín Breathnach, Seamus McGee e Maria McCool. Os anos 70 conhecidos agrupam o Skara Bare igualmente tiveram as ligações fortes com o distrito. Há dois coros ativos na área. Cór Mhuire Doirí Beaga, conduzido por Baba Brennan e por Eileen Nic Suibhne e Cór Thaobh a Leithid conduzido por Doimnic Mac Giolla Bhríde. Ambos gravaram álbuns bem sucedidos. A escola de música popular do inverno de Frankie Kennedy participou em Gweedore cada ano novo na memória do músico famoso de Belfast que foi casado a Mairéad Ní Mhaonaigh, até que morreu do cancro em 1994. A canção "Gleanntáin Ghlas' Ghaoth Dobhair", foi escrito pelo homem local Proinsias Ó Maonaigh que expressa um exile' adeus final de s aos vales verdes de Gweedore. 